# Superliga de baloncesto de Irán 2005-06
La edición 2005-06 de la Superliga de baloncesto de Irán finalizó con el Saba Battery como campeón de la misma tras vencer en la final al Petrochimi.
Los equipos HB Esfahan y Farsh Mashhad descendieron de categoría.

## Temporada regular

### Grupo A
| Posición | Equipo                 | Jugados | Ganados | Perdidos | Pts |
| -------- | ---------------------- | ------- | ------- | -------- | --- |
| 1        | Petrochimi Bandar Imam | 14      | 12      | 2        | 26  |
| 2        | Sanam Tehran           | 14      | 10      | 4        | 24  |
| 3        | Zob Ahan Esfahan       | 14      | 10      | 4        | 24  |
| 4        | Pegah Shiraz           | 14      | 9       | 5        | 23  |
| 5        | Gol Gohar Sirjan       | 14      | 7       | 7        | 21  |
| 6        | Shahrdari Gorgan       | 14      | 5       | 9        | 19  |
| 7        | Farsh Mashhad          | 14      | 4       | 10       | 18  |
| 8        | Azad University Tehran | 14      | 0       | 14       | 14  |

### Grupo B
| Posición | Equipo                      | Jugados | Ganados | Perdidos | Pts |
| -------- | --------------------------- | ------- | ------- | -------- | --- |
| 1        | Saba Battery Tehran         | 14      | 14      | 0        | 28  |
| 2        | Paykan Tehran               | 14      | 11      | 3        | 25  |
| 3        | Azarpayam Urmia             | 14      | 10      | 4        | 24  |
| 4        | Pegah Hamedan               | 14      | 8       | 6        | 22  |
| 5        | Heyat Basketball Khuzestan  | 14      | 5       | 9        | 19  |
| 6        | Mahram Tehran               | 14      | 4       | 10       | 18  |
| 7        | Heyat Basketball Esfahan    | 14      | 3       | 11       | 17  |
| 8        | Heyat Basketball Shahrekord | 14      | 1       | 13       | 15  |

## Play-offs

### Por el título
|  | Cuartos de final | Cuartos de final |            |       | Semifinales            | Semifinales            |  |  | Final | Final |
|  |                  |                  |            |       |                        |                        |  |  |       |       |
|  |                  |                  |            |       |                        |                        |  |  |       |       |
|  |                  |                  |            |       |                        |                        |  |  |       |       |
|  | Petrochimi       | 2                |            |       |                        |                        |  |  |       |       |
|  | Petrochimi       | 2                |            |       |                        |                        |  |  |       |       |
|  | Pegah Hamedan    | 0                |            |       |                        |                        |  |  |       |       |
|  | Pegah Hamedan    | 0                | Petrochimi | 2     |                        |                        |  |  |       |       |
|  |                  |                  | Petrochimi | 2     |                        |                        |  |  |       |       |
|  |                  | Paykan           | 0          |       |                        |                        |  |  |       |       |
|  | Zob Ahan         | Paykan           | 0          | 0     |                        |                        |  |  |       |       |
|  | Zob Ahan         |                  |            | 0     |                        |                        |  |  |       |       |
|  | Paykan           | 2                |            |       |                        |                        |  |  |       |       |
|  | Paykan           | 2                | Petrochimi | 0     |                        |                        |  |  |       |       |
|  |                  |                  | Petrochimi | 0     |                        |                        |  |  |       |       |
|  |                  | Saba Battery     | 3          |       |                        |                        |  |  |       |       |
|  | Sanam            | Saba Battery     | 3          | 2     |                        |                        |  |  |       |       |
|  | Sanam            |                  |            | 2     |                        |                        |  |  |       |       |
|  | Azarpayam        | 0                |            |       |                        |                        |  |  |       |       |
|  | Azarpayam        | 0                | Sanam      | 0     | Tercer y cuarto puesto | Tercer y cuarto puesto |  |  |       |       |
|  |                  |                  | Sanam      | 0     | Tercer y cuarto puesto | Tercer y cuarto puesto |  |  |       |       |
|  |                  | Saba Battery     | 2          |       |                        |                        |  |  |       |       |
|  | Pegah Shiraz     | Saba Battery     | 2          | 1     | Paykan                 | 3                      |  |  |       |       |
|  | Pegah Shiraz     |                  |            | 1     | Paykan                 | 3                      |  |  |       |       |
|  | Saba Battery     | 2                |            | Sanam | 2                      |                        |  |  |       |       |
|  | Saba Battery     | 2                |            |       | 2                      |                        |  |  |       |       |
|  |                  |                  |            |       |                        |                        |  |  |       |       |
|  |                  |                  |            |       |                        |                        |  |  |       |       |

#### Cuartos de final
| Equipo 1     | Series | Equipo 2      | Primero | Segundo | Tercero |
| ------------ | ------ | ------------- | ------- | ------- | ------- |
| Petrochimi   | 2 - 0  | Pegah Hamedan | 94 - 91 | 84 - 73 |         |
| Zob Ahan     | 0 - 2  | Paykan        | 57 - 65 | 40 - 70 |         |
| Sanam        | 2 - 0  | Azarpayam     | 77 - 65 | 82 - 73 |         |
| Pegah Shiraz | 1 - 2  | Saba Battery  | 86 - 84 | 85 - 88 | 70 - 73 |

#### Semifinales
| Equipo 1   | Series | Equipo 2     | Primero | Segundo | Tercero |
| ---------- | ------ | ------------ | ------- | ------- | ------- |
| Petrochimi | 2 - 0  | Paykan       | 82 - 70 | 73 - 66 |         |
| Sanam      | 0 - 2  | Saba Battery | 73 - 81 | 88 - 90 |         |

#### Tercer y cuarto puesto
| Equipo 1 | Series | Equipo 2 | Primero | Segundo | Tercero | Cuarto  | Quinto  |
| -------- | ------ | -------- | ------- | ------- | ------- | ------- | ------- |
| Paykan   | 3 - 2  | Sanam    | 76 - 78 | 80 - 86 | 85 - 72 | 75 - 74 | 69 - 67 |

#### Final
| Equipo 1   | Series | Equipo 2     | Primero | Segundo | Tercero | Cuarto | Quinto |
| ---------- | ------ | ------------ | ------- | ------- | ------- | ------ | ------ |
| Petrochimi | 0 - 3  | Saba Battery | 78 - 81 | 65 - 67 | 64 - 66 |        |        |

### Clasificaciones

#### Del quinto al octavo puesto
|  | Cruces        | Cruces       |   |               | Quinto    | Quinto |  |
|  |               |              |   |               |           |        |  |
|  |               |              |   |               |           |        |  |
|  |               |              |   |               |           |        |  |
|  | Pegah Hamedan | 0            |   |               |           |        |  |
|  | Zob Ahan      | 2            |   |               |           |        |  |
|  |               |              |   |               |           |        |  |
|  |               |              |   |               |           |        |  |
|  |               |              |   |               | Zob Ahan  | 0      |  |
|  |               | Pegah Shiraz | 2 |               |           |        |  |
|  |               |              |   |               |           |        |  |
|  |               |              |   |               |           |        |  |
|  |               |              |   |               | Séptimo   |        |  |
|  |               |              |   |               |           |        |  |
|  | Azarpayam     | 0            |   | Pegah Hamedan | 1         |        |  |
|  | Pegah Shiraz  | 2            |   |               | Azarpayam | 0      |  |

#### Del noveno al decimosexto
|  | Cuartos de final | Cuartos de final |              |                  | Semifinales | Semifinales |  |           | Final | Final |  |
|  |                  |                  |              |                  |             |             |  |           |       |       |  |
|  |                  |                  |              |                  |             |             |  |           |       |       |  |
|  | Gol Gohar        | 2                |              |                  |             |             |  |           |       |       |  |
|  | Gol Gohar        | 2                |              |                  |             |             |  |           |       |       |  |
|  | HB Shahrekord    | 0                |              |                  |             |             |  |           |       |       |  |
|  | HB Shahrekord    | 0                |              | Gol Gohar        | 152         |             |  |           |       |       |  |
|  |                  |                  |              | Gol Gohar        | 152         |             |  |           |       |       |  |
|  |                  |                  | Mahram       | 150              |             |             |  |           |       |       |  |
|  | Farsh            | 0                | Mahram       | 150              |             |             |  |           |       |       |  |
|  | Farsh            | 0                |              |                  |             |             |  |           |       |       |  |
|  | Mahram           | 2                |              |                  |             |             |  |           |       |       |  |
|  | Mahram           | 2                |              |                  |             |             |  | Gol Gohar | 69    |       |  |
|  |                  |                  |              |                  |             |             |  | Gol Gohar | 69    |       |  |
|  |                  |                  | HB Khuzestan | 66               |             |             |  |           |       |       |  |
|  | Shahrdari Gorgan | 2                | HB Khuzestan | 66               |             |             |  |           |       |       |  |
|  | Shahrdari Gorgan | 2                |              |                  |             |             |  |           |       |       |  |
|  | HB Esfahan       | 0                |              |                  |             |             |  |           |       |       |  |
|  | HB Esfahan       | 0                |              | Shahrdari Gorgan | 57          |             |  |           |       |       |  |
|  |                  |                  |              | Shahrdari Gorgan | 57          |             |  |           |       |       |  |
|  |                  |                  | HB Khuzestan | 84               |             |             |  |           |       |       |  |
|  | Azad University  | 1                | HB Khuzestan | 84               |             |             |  |           |       |       |  |
|  | Azad University  | 1                |              |                  |             |             |  |           |       |       |  |
|  | HB Khuzestan     | 2                |              |                  |             |             |  |           |       |       |  |
|  | HB Khuzestan     | 2                |              |                  |             |             |  |           |       |       |  |
|  |                  |                  |              |                  |             |             |  |           |       |       |  |

#### Del decimotercer al decimosexto
|  | Cruces          | Cruces          |     |       | Decimoterceo  | Decimoterceo |  |
|  |                 |                 |     |       |               |              |  |
|  |                 |                 |     |       |               |              |  |
|  |                 |                 |     |       |               |              |  |
|  | HB Shahrekord   | 2               |     |       |               |              |  |
|  | Farsh           | 0               |     |       |               |              |  |
|  |                 |                 |     |       |               |              |  |
|  |                 |                 |     |       |               |              |  |
|  |                 |                 |     |       | HB Shahrekord |              |  |
|  |                 | Azad University | w/o |       |               |              |  |
|  |                 |                 |     |       |               |              |  |
|  |                 |                 |     |       |               |              |  |
|  |                 |                 |     |       | Decimoquinto  |              |  |
|  |                 |                 |     |       |               |              |  |
|  | HB Esfahan      | 0               |     | Farsh |               |              |  |
|  | Azad University | 2               |     |       | HB Esfahan    | w/o          |  |

## Clasificación final
| Posición | Equipo                      |
| -------- | --------------------------- |
| 1        | Saba Battery Tehran         |
| 2        | Petrochimi Bandar Imam      |
| 3        | Paykan Tehran               |
| 4        | Sanam Tehran                |
| 5        | Pegah Shiraz                |
| 6        | Zob Ahan Esfahan            |
| 7        | Pegah Hamedan               |
| 8        | Azarpayam Urmia             |
| 9        | Gol Gohar Sirjan            |
| 10       | Heyat Basketball Khuzestan  |
| 11       | Mahram Tehran               |
| 12       | Shahrdari Gorgan            |
| 13       | Azad University Tehran      |
| 14       | Heyat Basketball Shahrekord |
| 15       | Heyat Basketball Esfahan    |
| 16       | Farsh Mashhad               |

| Campeón de Superliga 2005-06 |
| ---------------------------- |
| Saba Battery Tehran BC       |